# プレカリアート
プレカリアート（英: precariat、仏: précariat、伊: precariato）は、1990年代以後に急増した不安定な雇用・労働状況における非正規雇用者および失業者の総体を指す語。「不安定な」（英: precarious、伊: precario）と「プロレタリアート」（労働者階級、独: Proletariat、伊: proletariato）を組み合わせた造語。

## 概説
プレカリアートという言葉は1980年代にフランスの社会学者たちによって一時雇用の労働者を指して用いられたが、プレカリアートという言葉が大衆化するに従いさまざまな意味を持つようになった。国籍・年齢・婚姻関係に制限されることなく、パートタイマー、アルバイト、フリーター、派遣労働者、契約社員、周辺的正社員、委託労働者、移住労働者、失業者、ニート等を包括する。広義では、貧困を強いられる零細自営業者や農業従事者等を含めることもある。
1990年代に「グローバリズム」という名で世界を席巻した新自由主義・アメリカナイゼーションの下で、自らの不安定な「生」を強いられながらも、その競争への参加を「放棄」する人々は、上記のカテゴリーにとらわれることなくこの範疇に包摂されうる。プロレタリアートと語呂を合わせることで、新自由主義における新貧困層の現実との向き合い方を示している。precario（プレカリオ: 不安定な）とProletariato（プロレタリアート: 無産階級・賃金労働者）を組み合わせたイタリアでの落書きから始まった語と言われる。
ガイ・スタンディングはプレカリアートの特徴として、従来から暗黙的に存在した「労働の対価としての服従」という社会契約が成り立たない階級であること、仕事に基づく共同体への帰属意識や職業的アイデンティティを持たないことを指摘している。

## 歴史的背景
世界恐慌による失業や貧困による社会不安が第二次世界大戦を引き起こしたことを反省して、西欧諸国や日本など先進国では、戦後にはケインズ主義的な政策により完全雇用の達成を目指した。しかし、機械化により1970年代から単純労働力への需要が減少し、また高学歴化が必ずしも経済界の求める人材の養成につながらなかったこともあり、失業率が増大するようになった。
とりわけソビエト連邦の崩壊後の1991年以後には、唯一の超大国と化したアメリカの価値観が「社会主義の没落」「資本主義の勝利」の名の下で絶対化され（アメリカナイゼーション、アメリカ主導のグローバリゼーション）、多国籍企業が世界中でパイを奪い合う「大競争時代」を作り上げた。この結果、大企業はより安い労働力を求めて先進国から発展途上国へと工場を移すようになり、正規雇用が益々減少する結果となった。このため、正規雇用から排除された階級（それも特定の年齢層、1970年以後生まれ）が増加しており、社会問題化している。
解雇保護法で労働者が保護されているEU諸国でも、「見習い」や「インターン」などの名目で、正規の被雇用者と格差をつけられた身分で雇われる若者が増加している。企業が少しでもキャリアを積もうという若者の足下を見て極端な低賃金と不安定な身分で雇用しているもので、正規採用されないまま不安定雇用が長期化することが懸念されている（「インサイダー・アウトサイダー市場」問題）。
日本では、1995年に日経連（当時は根本二郎会長）が「雇用柔軟型グループ」の増加を打ち出し、1999年には改正労働者派遣法で派遣対象業務が原則自由化され、2004年3月には製造業にも派遣対象業務が拡大されており、非正規雇用が急速に拡大している。日本における非正規雇用者は、2010年現在で1,775万人、雇用者の34.5%を占めるようになり、2008年版青少年白書では、15歳〜19歳の約7割が非正規雇用と報告されている。